# Clave
Die Clave (spanisch, in der Bedeutungsvariante ‚Fundament, Grundlage‘; von lateinisch clavis ‚Schlüssel‘) ist ein rhythmisches Muster in der afrikanisch geprägten lateinamerikanischen Musik, das in seiner elementarsten Realisation traditionell durch das Gegeneinanderschlagen zweier Klanghölzer erzeugt wird, die als Claves bezeichnet werden.

## Arten der Clave
Alle Variationen der Clave sind sich stets wiederholende zweitaktige Rhythmusmuster, die in der Ausprägung 3-2 oder 2-3 gespielt werden können. Dabei bedeutet 3-2, dass im ersten Takt drei Schläge gespielt werden und im zweiten Takt zwei, bei 2-3 ist es genau andersherum.
Grundsätzlich kann man die Arten der Clave unterscheiden nach
- der zugrundeliegenden Taktart, 4/4 oder 6/8.
- danach, ob die drei in den ersten Takt fallenden Schläge im gleichen Abstand zueinander stehen oder ob der dritte Schlag demgegenüber ein Achtel nach hinten verschoben ist (und so auch als vorgezogene Eins des zweiten Taktes gehört werden kann).

Man unterscheidet u. a. die Son-Clave, die Rumba-Clave und die Bossa-Nova-Clave (wobei die Terminologie nicht einheitlich und nicht eindeutig ist; die "Rumba-Clave" in der unten verwendeten Bedeutung gibt es z. B. nur in der verbreitetsten Form der afrokubanischen Rumba, dem Guaguancó).

### 6/8-Clave
|  |

Die 6/8-Clave gilt als die ursprüngliche Clave, die von Sklaven aus Afrika nach Lateinamerika gebracht wurde, insbesondere von solchen aus Kongo nach Kuba. Sie wird heute noch in der Musik verschiedener Völker Afrikas als Glockenfigur und ebenfalls als Konzept verwendet. In der afrokubanischen Folklore wird sie in der rituellen Musik der Santería und in der Rumba-Variante Columbia gespielt. Die unterste Zeile ist eine gängige Variante, die auch oft als 6/8-Glocke zu hören ist (in der kubanischen Columbia parallel zur auf Klanghölzern gespielten Clave). Auffällig ist die Ähnlichkeit zur Rumba-Clave. Man geht davon aus, dass sich die Rumba-Clave ursprünglich aus der 6/8-Clave entwickelt hat.

### 4/4-Claven: Son und Rumba
Die Rumba-Clave und die Son-Clave werden im 4/4-Takt gespielt. Auf ihnen, d. h. meist, aber nicht immer auf der Son-Clave, basiert ein Großteil der kubanischen und aus ihr entwickelten lateinamerikanischen Populärmusik, z. B. Son (Kurzform von Son Cubano), Bolero, Salsa, Timba.
Im Bereich der Rumba ist die Terminologie allerdings etwas verwirrend; hier werden drei verschiedene Clave-Typen verwandt:
- Die Columbia basiert auf einem 6/8-Rhythmus und verwendet dementsprechend die 6/8-Clave.
- Der Yambú lässt sich im 4/4-Takt notieren und verwendet die Son-Clave.
- Nur der Guaguancó (4/4) verwendet die hier so genannte Rumba-Clave.

Dieser Sprachgebrauch könnte sich daraus erklären, dass der Guaguancó die populärste Variante der Rumba ist.
Ein anderer Sprachgebrauch bezeichnet jede Clave – ob 4/4 oder 6/8, deren dritter Schlag auf das letzte Achtel vor dem zweiten Takt fällt und so auch als vorgezogene Eins des zweiten Taktes gehört werden kann – als Rumba- oder Afro-Clave, also sowohl die 6/8-Clave als auch die hier Rumba-Clave genannte 4/4-Clave.
Wie die 6/8-Clave hat auch die 4/4-Clave fünf Schläge, die man auf zwei Takte verteilt. Wenn man die ersten drei Schläge im ersten Takt spielt, spricht man von 3-2-Clave; durch Vertauschung beider Takte erhält man die sog. 2-3-Clave. Hier zunächst die Son-Clave:
|  |  |  |

Die Rumba-Clave unterscheidet sich von der Son-Clave nur darin, dass der Schlag im Takt von der 4 auf die 4+ versetzt wird.
|  |  |  |

### Übergang von 6/8- zu 4/4-Claven
In der 6/8-Clave ist das Zeitintervall zwischen dem 3. und 4. Schlag ebenso lang wie das Zeitintervall zwischen dem 4. und 5. Schlag. Das unterscheidet sie grundlegend von den 4/4-Claven.
Dennoch empfindet man die 6/8-Clave und die 4/4-Claven als „gleich“, wenn in Musikstücken die Taktart unmittelbar von 4/4 zu 6/8 (und/oder umgekehrt) wechselt. Das ist eine Art „akustische Täuschung“.

### Clave für ungerade Metren
Die Clave wurde in den 90er Jahren weiterentwickelt. Vor allem Vertreter der New Yorker Latin-Jazz-Szene erweiterten die Clave für ungerade Metren. So entstand die Clave im 7/4- oder 10/4-Takt. Prominenteste Vertreter dieser Richtung waren Danilo Pérez (CD „Central Avenue“), David Sánchez (CD „Melaza“), Sebastian Schunke (CD „Symbiosis“), Antonio Sánchez oder der Bassist John Benitez.

### Clave in Brasilien
|  |  |

Die traditionellen afrobrasilianischen Musikstile wie die Musik des Candomblé werden ebenfalls von einer Clave strukturiert, die üblicherweise auf einer Gã oder Gonguê genannten Cowbell gespielt wird. In der moderneren populären brasilianischen Musik, zu der auch der Samba oder der Samba Reggae zählen, gibt es dagegen keine wirkliche Clave. Stattdessen wird im Samba eine linha rítmica (Guideline) wie der Partido Alto oder die sogenannte „Bossa-Clave“ von den Agogôs gespielt oder von den Caixas oder Repiques akzentuiert. Der wesentliche Unterschied zu einer Clave ist, dass die linha rítmica variationsreich umspielt wird.

### Clave in der Popmusik
Vor allem die 3-2-Clave zieht sich auch durch einen großen Teil westlicher Popmusik. Sie taucht oft als Begleitmuster auf, ob nur angedeutet oder deutlich ausgespielt, wie im auf der Gitarre gespielten Bo Diddley Beat (so etwas wie der Signatur-Rhythmus des Rock-’n’-Roll-Pioniers Bo Diddley). Beispiele für letzteren sind die von den Rolling Stones eingespielte Bo-Diddley-Komposition Mona oder George Michaels Stück Faith.

## Bedeutung
Gemäß der wörtlichen Bedeutung kann die Clave durchaus als „Schlüssel“ zur lateinamerikanischen Musik angesehen werden. Sie ist nicht nur eine rhythmische Struktur, sondern stellt ein komplexes und grundlegendes Konzept vor allem in der afrikanisch geprägten Musik Lateinamerikas dar. Entscheidend ist dabei die Zweitaktigkeit des Clave-Patterns. Die 3er-Seite der Clave baut Spannung auf, die auf der 2er-Seite wieder abgebaut wird. Dieser Spannungsbogen bestimmt das Arrangement des gesamten Stücks. Alle Intros, Outros und Breaks (Cierres) orientieren sich ebenso wie Melodien und Begleitmuster und die Musiker selbst an der „Richtung“ der Clave. Die Clave läuft in der Regel durch das ganze Stück durch und ändert sich dabei nicht. Das Interessante dabei ist, dass das eigentliche Clave-Pattern oftmals nicht gespielt werden muss. Es pulsiert in der Musik mit, ist aus den Percussionrhythmen ebenso herauszuhören wie aus den Montunos, die vom Piano gespielt werden. Geübte Musiker wissen intuitiv, auf welcher Seite der Clave sie sich gerade befinden (2er- oder 3er-Seite), so dass sie ihre rhythmische Orientierung bei Variationen oder Improvisation niemals verlieren. Spielt ein Musiker in der verkehrten bzw. verdrehten Clave, dann sagt man, er spielt cruzado (spanisch, „über Kreuz“). Damit wird ein Effekt beschrieben, den jeder Musiker selbst nachfühlen und überprüfen kann, wenn er die Clave-Figur mit beiden Händen gegeneinanderspielt. Das Geheimnis liegt im 2. Schlag der 3er-Figur und im ersten Schlag der 2er. Der 2. Schlag der 3er-Figur ist eine Synkope, der erste Schlag der 2er-Figur liegt auf dem Beat. An diesen beiden Stellen kreuzen sich die Schläge und lösen einen Bremseffekt aus, der den Rhythmus stört (Beat unmittelbar von Synkope gefolgt bzw. umgekehrt).

### Scheinbares „Drehen“ der Clave
Obwohl die Clave (und mit ihr die gesamte rhythmische Orientierung, s. o.) in einem Stück in der Regel unverändert durchläuft, entsteht trotzdem oft der Eindruck, sie würde innerhalb des Stückes plötzlich wechseln, also von 2-3 auf 3-2 oder umgekehrt. Dies tritt auf, wenn die einzelnen Teile des Stücks ungerade Taktzahlen aufweisen und sich so beim Wechsel in den nächsten Teil der gefühlte „Beginn“ einer musikalischen Einheit gegenüber der Clave verschiebt.
Der typische Fall dieses „Drehens“ der Clave findet im Son beim Übergang vom erzählenden Teil zum im Call-and-Response-Muster zwischen Solosänger und Chorgesang gehaltenen Teil (auch Montuno-Teil genannt) statt. Meist fehlt im letzten Durchgang des 4- (8-, 16-)Takt-Musters ein Takt. Die Clave geht aber unverändert weiter, mit dem Effekt, dass sich der rhythmische Schwerpunkt auf den „2“-Teil verschiebt. Der Rhythmus erscheint durch diese Verschiebung treibender. Dieser Effekt wird unterstützt
- durch den Wechsel zum schon erwähnten, repetitiven Call-and-Response-Muster,
- durch die „Beschleunigung“ durch den „fehlenden“ Takt, oft wiederum verstärkt durch eine Akzentuierung der letzten beiden Clave-Schläge durch die ganze Band oder einen Auftakt durch einen Instrumentalsolisten (i. d. R. Trompete),
- durch den Wechsel des Bongo-Spielers auf die Glocke (aber i. d. R. erst nach dem ersten Call-and-Response-Durchgang),
- gegebenenfalls durch den Wechsel der Timbales-Spielers (soweit vorhanden; Timbales gehören nicht zur klassischen Son-Besetzung, relevant ist dies eher in der Salsa) von der Cáscara auf die lautere, aggressiver klingende Timbales-Glocke
- oft durch eine allmähliche Temposteigerung

Der Übergang findet in diesem traditionellen Aufbau nur einmal statt.
| "Verdrehte Clave" | "Verdrehte Clave" | "Verdrehte Clave" | "Verdrehte Clave" | "Verdrehte Clave" | "Verdrehte Clave" | "Verdrehte Clave" | "Verdrehte Clave" | "Verdrehte Clave" | "Verdrehte Clave" | "Verdrehte Clave" | "Verdrehte Clave" | "Verdrehte Clave" | "Verdrehte Clave" | "Verdrehte Clave" | "Verdrehte Clave" |
| ----------------- | ----------------- | ----------------- | ----------------- | ----------------- | ----------------- | ----------------- | ----------------- | ----------------- | ----------------- | ----------------- | ----------------- | ----------------- | ----------------- | ----------------- | ----------------- |
| Teil              | Intro             | Intro             | Intro             | Intro             | Strophe           | Strophe           | Strophe           | Strophe           | Strophe           | Refrain           | Refrain           | Refrain           | Refrain           | Refrain           | usw.              |
| Takt              | 1                 | 2                 | 3                 | 4                 | 5                 | 6                 | 7                 | 8                 | 9                 | 10                | 11                | 12                | 13                | 14                | usw.              |
| Clave             | 3                 | 2                 | 3                 | 2                 | 3                 | 2                 | 3                 | 2                 | 3                 | 2                 | 3                 | 2                 | 3                 | 2                 | usw.              |

In der Salsa wird der traditionelle Aufbau teilweise vom aus der Popmusik übernommenen Strophe-Refrain-Muster abgelöst, in diesem Fall kann der Wechsel auch mehrmals im Stück zwischen Strophe und Refrain stattfinden. Ein Stück kann z. B. in 3-2 beginnen und nach vier Takten Intro in die erste Strophe überleiten, die damit auch in 3-2 gespielt wird. Hat diese Strophe dann allerdings fünf Takte, also eine ungerade Anzahl, beginnt der folgende Refrain auf der 2er-Seite der Clave, und beim Zuhörer entsteht das Gefühl, die Clave hätte sich gedreht.